# 521
Het jaar 521 is het 21e jaar in de 6e eeuw volgens de christelijke jaartelling.

## Gebeurtenissen

### Klein-Azië
- Justinianus, toekomstig keizer van het Byzantijnse Rijk, wordt gekozen tot consul. Later benoemt zijn oom Justinus I hem tot opperbevelhebber van het leger in het Oosten.
- Justinianus maakt de Senatoriale Spelen tot vermoedelijk het grootste spektakel dat Constantinopel ooit gezien had.

## Religie
- Samson van Dol wordt in Bretagne ingewijd als bisschop.

## Geboren
- 7 december - Columba van Iona, Iers abt en missionaris (overleden 597)

## Overleden
- 29 november - Jacobus van Sarug, Syrisch bisschop
- 17 juli - Magnus Felix Ennodius, bisschop van Pavia